# Emili Vilardaga Peralba
Emili Viladarga Peralba (Gironella, Berguedà, 26 de gener de 1912 - Dreux, Eure i Loir, 8 de setembre de 1969) fou un combatent i militant anarcosindicalista català, exiliat del franquisme.

## Biografia
De jove treballà a les mines de Sallent (Bages) i després va treballar a la Companyia Telefònica, on s'inicià en la militància anarcosindicalista. Pel seu activisme fou empresonat en diverses ocasions a Barcelona. Quan es produí el cop d'estat del 18 de juliol de 1936 va allistar-se en les milícies antifeixistes i el setembre de 1936 marxà al front amb la «Columna Tierra y Libertad». Quan aquesta fou integrada en l'Exèrcit Popular de la República fou nomenat comissari polític de la I Companyia del II Batalló (153a Brigada Mixta). Des de març de 1938, passà a ser milicià de Cultura. En acabar la guerra civil espanyola, s'exilià a Franca i fou internat en els camps de concentració francesos.
El 1943, estant França ocupada pel Tercer Reich, va tornar a la península Ibèrica clandestinament, però fou descobert i empresonat uns mesos a Barbastre. Un cop alliberat, s'integrà en el Moviment Llibertari de Resistència de Liberto Sarrau Royes, i es posà en contacte amb el maquis de Quico Sabaté, a qui ajudà passant armament i propaganda per la frontera. L'1 de març de 1946 fou detingut a Figueres quan intentava recuperar armes d'un amagatall i condemnat a 12 anys de presó. L seva companya Eulalia Pajerols Casals Laieta, filla d'un militant anarquista, també col·laborava amb Josep Lluís i Facerias.
Fou tancat a la presó Model de Barcelona, on durant el període entre 1947 i 1949 va editar el butlletí La Voz Confederal amb Manuel Llatser Tomàs i Diego Camacho Escámez; després fou traslladat a les presons de Burgos i Zamora, on va fer d'escrivent. El 1952 li concediren la llibertat condicional que aprofità per fugir clandestinament a França en gener de 1953. Es va establir a Chartres, Brezolles, Senonches i, des de 1959, a Dreux, on milità a la CNT. Com que sabia anglès, va treballar amb Diego Camacho a la base estatunidenca de Crucey i després d'administratiu en una empresa de construcció, alhora que formava part del gruo artístic "Reflejos de España". Va morir en un accident laboral a Dreux el 8 de setembre de 1969.